# Otto May (Sammler)
Otto May (* 30. April 1951) ist ein deutscher Gymnasiallehrer und Sammler historischer Postkarten.

## Wirken
May kam am 1. Februar 1975 an das Scharnhorstgymnasium in Hildesheim, wo er Mathematik, Physik und Informatik lehrte und dessen Schulleitung er später als Koordinator angehörte. Seit 1986 betreut er die an naturwissenschaftlichen Wettbewerben teilnehmenden Schüler der Schule. Dabei fördert er gezielt die Teilnahme von Mädchen. Drei Schülergruppen betreute er bis 2005 bei der Gründung von Schülerfirmen. Er initiierte den schulinternen Mathematikwettbewerb sowie den seit 1988 jährlich stattfindenden „naturwissenschaftlichen Abend“, an dem die die Schule besuchenden Teilnehmer überregionaler Wettbewerbe öffentlich ihre Beiträge vorstellen.
May ist außerdem als Sammler historischer Ansichtskarten überregional bekannt. In mehreren Veröffentlichungen stellt er Postkarten in einen erziehungswissenschaftlichen Kontext. 8000 Postkarten aus seiner Sammlung sind im Bildarchiv Pictura Paedagogica Online digitalisiert und online abzurufen. Mit einer Arbeit über Mentalität und Untertanenerziehung in Postkarten der wilhelminischen Zeit promovierte May 1998 an der Universität Hildesheim.

## Ausstellungen
Im Sommer 2007 zeigte das Stadtmuseum Hildesheim die von May zusammengestellte Ausstellung „Experimentieren – Forschen – Entwickeln – Hildesheimer Jugend auf dem Weg in die Zukunft“. Im Dezember 2007 war in der Halle des Hildesheimer Rathauses eine Auswahl von Weihnachtspostkarten aus seiner Sammlung zu sehen. Vom 23. Juli bis zum 29. August 2008 waren Postkarten aus der Sammlung May Gegenstand der Sonderausstellung „Unterwegs 1900 in und um Hildesheim“ im Hildesheimer Rathaus.

## Auszeichnungen
- Preis der Stiftung NiedersachsenMetall 2005 für sein pädagogisches Engagement[7]

## Veröffentlichungen (Auswahl)
- Deutsch sein heißt treu sein. Ansichtskarten als Spiegel von Mentalität und Untertanenerziehung in der wilhelminischen Ära (1888 - 1918). Lax, Hildesheim 1998, ISBN 3-8269-6350-4
- Vom Wachsen lassen zum Führen. Die Ansichtskarte als Zeuge einer versäumten Erziehung zur Demokratie in der Weimarer Republik. Brücke, Hildesheim 2003, ISBN 3-8269-6350-4
- Inszenierung der Verführung. Die Ansichtskarte als Zeuge einer autoritären Erziehung im III. Reich. Brücke, Hildesheim 2003, ISBN 3-87105-033-4